# Advanced Hypersonic Weapon
Advanced Hypersonic Weapon (сокр. AHW, буквально «перспективное гиперзвуковое оружие», в некоторых источниках «передовое») — гиперзвуковой летательный аппарат, предназначенный для полёта в атмосфере с гиперзвуковой скоростью. Является частью инициативы МО США «Быстрый глобальный удар» по разработке глобальных систем вооружения, способных поражать цели в любых регионах мира не более чем через один час после запуска.
По отношению к программе DARPA и ВВС США по разработке гиперзвукового средства доставки HTV-2, AHW, находящийся под эгидой Сухопутных войск США, считается альтернативной, менее рискованной программой.
Разработку планирующего аппарата выполнили в Национальной лаборатории Сандиа в (Альбукерке, штат Нью-Мексико), а систем его теплозащиты в научно-техническом центре AMRDEC (Хантсвилл, штат Алабама). Управление проектом AHW осуществляется командованиями космических систем и ПРО и стратегических сил сухопутных войск США (сокр. USASMDC/ARSTRAT).

## Конструкция
AHW является высокоточным управляемым (в некоторых источниках — маневрирующим) боевым блоком имеющим биконическую форму с четырьмя аэродинамическими поверхностями.
При изготовлении AHW использованы сталь, титан, алюминий, вольфрам, тантал, хром, никель, углеродное волокно, диоксид кремния и ряд других материалов. Аппарат оснащён системой самоуничтожения, аппаратурой телеметрии, датчиками для измерения характеристик аппарата и условий полёта, литий-ионными и никель-марганцевыми аккумуляторами.
Некоторые источники полагают, что наведение AHW обеспечивается инерциальной навигационной системой комплексированной с системой коррекции по данным приёмника сигналов спутниковой навигационной системы GPS (Navstar), предполагая при этом возможность установки пассивной системы самонаведения на конечном участке полёта.

### Характеристики
Для AHW декларируется возможность поражения целей боевыми частями в обычном (неядерном) снаряжении находящихся на дальностях до 6 000 км за 30—35 минут с момента пуска, при этом ожидается, что точность попадания в цель будет не более 10 метров (КВО) Некоторые источники полагают, что поражение цели в случае AHW будет осуществляться в результате кинетического воздействия летящего с высокой гиперзвуковой скоростью боевого блока.

## Лётные испытания

### Первое лётное испытание
Первое лётное испытание AHW было проведено 17 ноября 2011 года, когда в 1:30 HAST с Тихоокеанского ракетного полигона ВМС США расположенного на Гавайских островах (остров Кауаи) стартовала испытательная ракета STARS (англ. Strategic TARget System) под обтекателем которой находился гиперзвуковой планирующий аппарат HGB (англ. Hypersonic Glide Body). 
Гиперзвуковой аппарат успешно отделился от третьей ступени носителя STARS прошёл в верхних слоях атмосферы над Тихим океаном по небаллистической планирующей траектории и спустя менее чем 30 минут упал в районе точки прицеливания находившейся на территории испытательного полигона Рейгана (атолл Кваджалейн, Маршалловы острова), в 3700 км от места пуска. 
В процессе полёта HGB достигнута скорость порядка 8 Махов (по другим данным — 5).
Основной задачей первого испытания было получение данных об эндоатмосферном гиперзвуковом планировании и возможностях полёта в атмосфере на большую дальность. Основное внимание было уделено аэродинамике, отработке технологий теплозащиты, управления теплопередачей, навигации, наведения и управления. Сбор данных осуществлялся с помощью спутников, воздушных, морских и наземных измерительных средств в течение всех этапов полёта AHW. МО США планирует использовать собранные данные для моделирования и разработки будущих гиперзвуковых планирующих средств.

### Второе лётное испытание
Второе лётное испытание AHW было проведено с космодрома Кадьяк на Аляске 25 августа 2014 года 08:00 GMT. При запуске с площадки LP1 трехступенчатой твердотопливной ракеты STARS IV с HGB через четыре секунды после старта ракета была самоуничтожена оператором пуска из-за проблем с системой. При взрыве была повреждена наземная инфраструктура стартового комплекса. Запуск производился в направлении Испытательного полигона Рейгана на атолле Кваджалейн..

## Финансирование
Согласно отчёту Исследовательской службы Конгресса США (англ. CRS — Congressional Research Service), на Армейскую программу AHW финансирование было впервые выделено в 2006 финансовом году в размере 1,5 млн долларов США; в 2007 году Конгресс добавил ещё 8,9 млн долл. 
В 2008 году, Министерство обороны США из единого фонда программы CPGS (сокр. англ. Conventional Prompt Global Strike, буквально «неядерный быстрый глобальный удар») выделило $29 млн на AHW и ещё $13,9 млн на 2009 финансовый год. 

В 2010 финансовом году МО США запросило на программу AHW 46,9 млн долл., при этом подчёркивалось, что это финансирование позволит обеспечить лётное испытание в 2011 году.  

Из 239,9 млн долларов предусмотренных бюджетом США в 2011 году на программу CPGS, 69 млн пришлись на AHW.

6 марта 2019 года Управление перспективных исследовательских проектов (DARPA) минобороны США заключило контракт с компанией Raytheon на 63,3 миллиона долларов, для развития гиперзвукового тактического УББ. Гиперзвуковое оружие позволит американским военным действовать с более дальних дистанций при более оперативном реагировании и с повышенной эффективностью по сравнению с существующими системами вооружения.